# Eixample de Bilbao

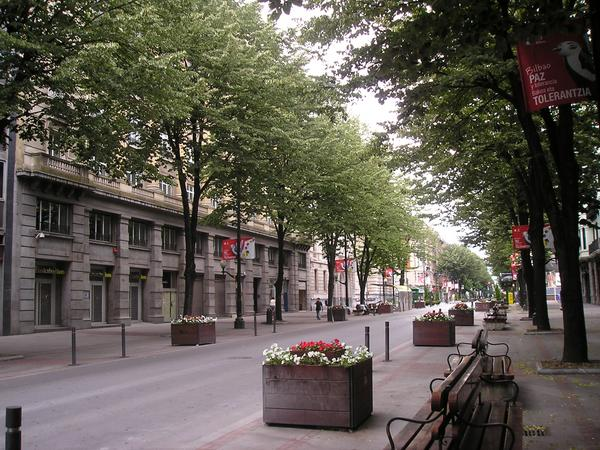
Gran Vía de Don Diego López de Haro

L'eixample de Bilbao fou in intent de remodelar el traçat urbà de la ciutat de Bilbao a l'estil de l'eixample que se seguí a les ciutats de Barcelona i Madrid.

## Primer eixample
El primer intent de remodelació urbana de Bilbao es remunta a l'any 1801, però paradoxalment no va ser plantejat per les autoritats de la vila, sinó per les de la veïna anteiglesia d'Abando, tradicional rival de Bilbao. El projecte va ser a càrrec de l'arquitecte aragonès Silvestre Pérez i se li va conèixer com a eixample Puerto de la Paz. En qualsevol cas, els plans van quedar paralitzats per les successives guerres que van enfrontar a Espanya amb França a la fi del segle xviii i començaments del segle xix.
Ja en 1862, i arran de la llei que un any abans va promulgar la Reina Isabel II i que permetria a Bilbao iniciar el seu pla d'eixample, l'enginyer Amado de Lázaro va presentar, per encàrrec de l'ajuntament de Bilbao, un nou projecte d'eixample sobre els terrenys d'Abando, el Plànol dels voltants de Bilbao i projecte del seu Eixample. El projecte de Lázaro ocupava una extensió de 229 hectàrees i va ser considerat "desmesurat" en grandària, "utòpic" per les seves àmplies zones lliures i "irreal" per no atendre les necessitats bàsiques en matèria de comunicacions per ferrocarril i d'espais industrials. Finalment, va ser rebutjat per les institucions.
Anys més tard el projecte es va reprendre de la mà de l'equip format per l'arquitecte Severino de Achúcarro i els enginyers de camins, canals i ports Pablo de Alzola i Ernesto de Hoffmeyer. Aquest projecte, de 150 hectàrees, va ser aprovat en 1876.
L'Eixample d'Achúcarro, Alzola i Hoffmeyer presenta una interessant trama, amb una plaça amb forma el·líptica, la plaça Federico Moyúa, com a centre geogràfic, travessada per una avinguda de 30 metres d'amplària, la Gran Via Don Diego López d'Haro, i altres tres carrers de menor grandària (Ercilla,Recalde i Elcano), que defineixen un eix de simetria per al plànol de la ciutat. Les illes de cases tenen aixaflanades les quatre cantonades, com a la mansana de Barcelona dissenyada per Ildefons Cerdà.
L'edificació de l'Eixample d'Abando va ser un procés que es va dilatar durant dècades. Amb aquesta urbanització, Bilbao va saltar definitivament al marge esquerre de la ria i es va desenvolupar el que actualment es considera el centre de la ciutat.

## Nou pla d'ampliació
Però l'eixample de 1876 aviat es va quedar petit i ja en 1896 l'ajuntament de Bilbao va encarregar a l'arquitecte municipal Enrique Epalza un nou pla d'ampliació. L'estudi d'Epalza, que finalment no va veure la llum, consistia a definir els terrenys lliures que encara quedaven a Abando i que el projecte d'Achúcarro, Alzola i Hoffmeyer no preveia. Epalza amb el seu estudi va fundar les bases perquè Federico de Ugalde triomfés en el concurs d'idees per a l'ampliació de l'eixample, convocat per l'ajuntament de la vila en 1904.